# Schloss Bahrendorf

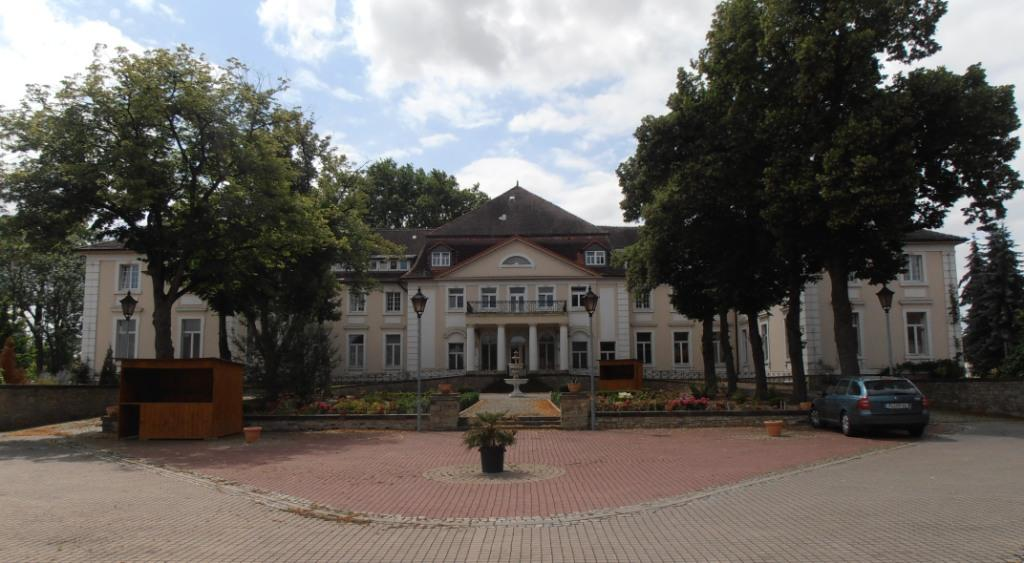
Schloss Bahrendorf, 2012

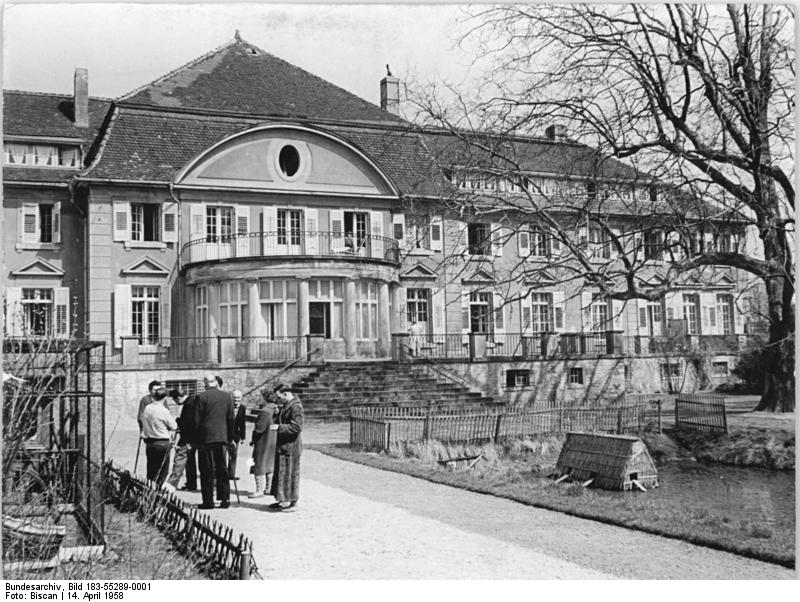
Schloss Bahrendorf, 1958

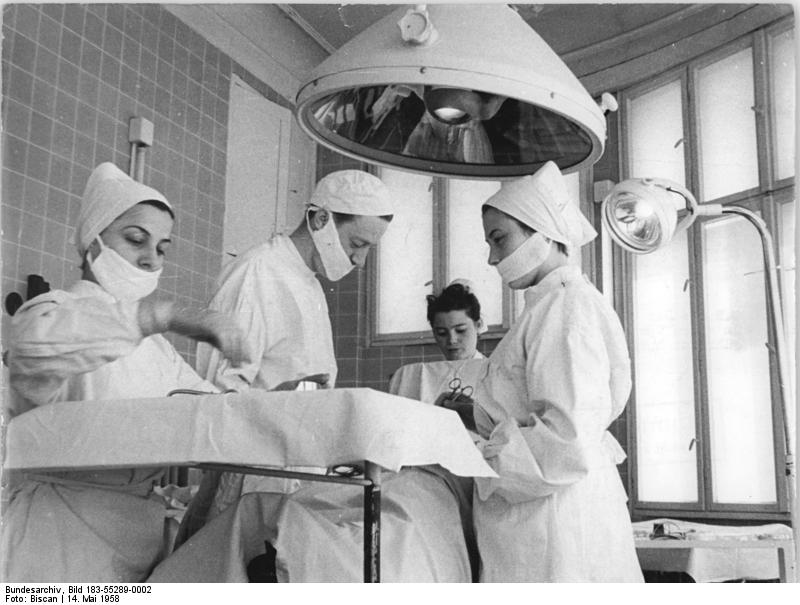
Operation im Schloss Bahrendorf, 1958

Das Schloss Bahrendorf ist ein Schloss in Bahrendorf in der Magdeburger Börde.
Das Gebäude wurde ab 1908 bis 1912 nach Plänen des Architekten Paul Schultze-Naumburg für den Gutsbesitzer Hans A. Schaeper erbaut. Das im Stil des Neobarock errichtete dreiflügelige Gebäude ist mit klassizistischen Schmuckelementen verziert. Es befindet sich in der Ortsmitte in einem weitläufigen Park mit zwei Seen.
Von 1945 bis 2002 wurde das Gebäude als Krankenhaus genutzt. Die Gründung geht auf Walter Lämmerzahl zurück, der dieses Kreiskrankenhaus mit einer Kapazität von 240 Betten bis 1976 leitete. Der ursprüngliche Gebäudekomplex wurde wiederholt mit stilfremden Anbauten versehen. Nach 2002 erfolgte ein weiterer Umbau zum Gesundheits- und Pflegezentrum.